# Cernina
Cernina (hongrois : Felsőcsernye) est un village de Slovaquie situé dans la région de Prešov.

## Histoire
Première mention écrite du village en 1275.

## Démographie

### Évolution de la population
| Année:               | 1994. | 2004.   | 2014.   | 2024.   |
| -------------------- | ----- | ------- | ------- | ------- |
| Nombre de personnes: | 605   | 588     | 586     | 573     |
| Différence:          |       | -2,80 % | -0,34 % | -2,21 % |

| Année:               | 2023. | 2024.   |
| -------------------- | ----- | ------- |
| Nombre de personnes: | 579   | 573     |
| Différence:          |       | -1,03 % |